# Batagurovití
Batagurovití (Bataguridae), též geoemydovití (Geoemydidae), je největší a nejrozmanitější čeledí nadčeledi Testudinoidea s asi 70 druhy želv.

## Charakteristika
Želvy dorůstají různých velikostí (od 10 do 80 cm) s často vysokým stupněm pohlavního dimorfismu. Obvykle mají mezi prsty plovací blány a pánevní pletenec spojený pružně s plastronem. Karapax má 24 okrajových štítků. Plastron je složen z 12 štítků a hrudní a břišní štítky má spojeny se štítky okrajovými.
Žijí v tropech a subtropech Asie, Evropy a severní Afriky. Jen jediný rod Rhinoclemmys žije ve Střední a Jižní Americe. Obývají sladkovodní ekosystémy, pobřežní oblasti a tropické lesy. Většina z nich jsou býložravci, ale některé druhy jsou i všežravé a masožravé. Při páření jsou samci obvykle mnohem aktivnější než samičky. Tyto želvy kladou poměrně malý počet vajec několikrát do roka. Některé druhy vykazují determinaci pohlaví závislou na teplotě, zatímco jiné mají odlišné pohlavní chromozomy.
Asi 70 % druhů je považováno za ohrožené nebo zranitelné. Mezi nejohroženější patří například želva žlutočelá (Cuora galbinifrons) a želva třípásá (Cuora trifasciata).

## Systém a evoluce
Tradiční systematika je umístila do čeledi emydovití (Emydidae) jako podčeleď Batagurinae. V roce 1980 byla podčeleď povýšena na čeleď a přejmenována na Bataguridae (Geoemydidae) podle ICZN pravidel.
Většina fosilních a molekulárních údajů podporuje jejich blízký vztah s čeledí želvovití (Testudinidae).
Taxonomie čeledi ještě není dobře zhodnocena vzhledem k velkému počtu a rozmanitosti druhů. Čeleď je obvykle rozdělena do dvou podčeledí a 22–27 rodů. Rozdělení do podčeledí je v současné době sporné některými vědci.[kdo?] U několika druhů je známo, že se mohou křížit, a vznikají tak hybridi, což systematiku ještě více komplikuje.
- Podčeleď Batagurinae
  - rod Annamemys
  - rod Batagur (Gray, 1855)
  - rod Chinemys (Smith, 1931)
  - rod Geoclemys (Gray, 1855)
  - rod Hardella (Gray, 1870)
  - rod Malayemys (Linhholm, 1931)
  - rod Morenia (Gray, 1870)
  - rod Ocadia (Gray, 1870)
  - rod Orlitia (Gray, 1873)
  - rod Pangshura
  - rod Vijayachelys (Henderson, 1912)
- Podčeleď Geoemydinae
  - rod Cuora (Gray, 1855)
  - rod Cyclemys (Bell, 1834)
  - rod Geoemyda (Gray, 1843)
  - rod Heosemys (Stejneger, 1902)
  - rod Leucocephalon
  - rod Mauremys (Gray, 1869)
  - rod Melanochelys (Gray, 1869)
  - rod Notochelys (Gray, 1863)
  - rod Rhinoclemmys (Fitzinger, 1835)
  - rod Sacalia (Gray, 1870)
  - rod Siebenrockiella (Lindholm, 1929)[2]